# Xenòcrit de Tebes
Xenòcrit de Tebes, en llatí Xenocritus, grec antic: Ξενόκριτος, fou un escultor grec. Era nadiu de la ciutat de Tebes. Va fer unes estàtues de marbre blanc de l'Hèrcules Pròmac a la seva capella de Tebes. Va treballar conjuntament amb l'escultor Eubi de Tebes. L'esmenta Pausànies.